# Врбештица
Врбештица (алб. Vërbeshtica) се налази у јужном делу Србије, у аутономној покрајини Косову и Метохији. Смештена је у западном делу општинске територије Штрпце. Сеоски атар се протеже од македонске границе на југу до суворечке општине на северу. Врбештица је село разбијеног типа и углавном се налази у долини Врбештичке реке која је лева притока Лепенца.

## Географија
Село је смештено на надморској висини од 930 до 1050 метара и у њему живи око 650 становника. Богато је рудама (која је у прошлости експлоатисана), шумама, пространим пашњацима и пољанама прекривеним разним планинским лековитим биљем и дивљим воћем. Тренутно у селу живи око 650 становника српске националности. Уз позитиван природни прираштај, село је познато и по великој миграцији становника и то већином у централну Србију (Баточина и околина).
Основну школу „Шарски одред“ похађа око 100 ученика. У селу постоји православна црква Светог Илије и испосница светог Петра, која је од села удаљена 5 километара.

## Историја
У састав српске средњовековне државе, Сиринићка жупа је ушла почетком XIII века, у време Стефана Првовенчаног. У Сиринићкој жупи, у средњем веку постојала су два града:Грчки град код Врбештице и Чајлије, остаци тврђаве, близу Брезовице.
Врбештица се помиње у турском попису из 1455. године. По овом попису она тада има 53 куће. Број становника је константно растао па је пред Други светски рат имала 109 кућа, а 1986. године 206 кућа. Прву школу Врбештица је добила 1928. године. Село је електрифицирано 1969. године, а водовод је добила 1983. године.
Брезовица је некада била насеље у оквиру Врбештице, али је почетком осамдесетих постала самостално село.
Иван Јастребов је у својој књизи Стара Србија и Албанија писао о овом селу. Спомиње цркву коју је бујица са планина однела и срушила. Тада се још знало место где је била. Хришћани су зато одлазили у цркву села Беревца.

## Рударство
На северним ободима Сиринићке жупе има руда хрома. Експлоатација руде је почела 1894. године када су отворена два рудника а касније још два у Врбештици и Јажинцу. Сви рудници су били у власништво солунског друштва Алатини. Рудници су престали са радом за време Балкансих ратова и Првог светског рата, да би након Првог светског рата био обновљен рад од стране Асео.а.д. из Скопља. Рад је обновљен само у рудницима у Врбештици, док су они у Јажинцу напуштени. Шездесетих година двадесетог века напуштени су рудници и у Врбештици.

## Порекло становништва по родовима
Подаци из 1939:
- Будурићи (2 кућа., Св. Ђорђе Алимпије), староседеоци.
- Бонтићи (4 кућа., Св. Ђорђе Алимпије) су непознате старине.
- Кузмановићи (5 кућа.,Св. Петка) су непознате старине.
- Костићи (4 кућа., Св. Никола) су непознате старине.
- Радуњићи (15 кућа., Св. Петка), давнашњи досељеници из скопског краја.
- Станисављевићи (19 кућа) и Бандулићи (3 кућа) дељеници Станисављевића, славе подједнако две славе: Св. Пречисту и Св. Илију). Досељени су око средине XVIII века од преко Дрима, из данашље северне Албаније.
- Павловићи (10 кућа) и Ивковићи (1 кућа), досељени заједно са Станисављевићима као три брата, те им је и слава иста.
- Орловићи (32 кућа., Св. Арханђео). Старином су од Гусиња у Црној Гори, одакле су од Албанаца пребегли у селу Букош у Метохији, одакле се један брат крајем XVIII века преселио овамо да избегне крвну освету од Албанаца, а други брат остао тамо и прешао у ислам.
- Борзановићи (9 кућа., Св. Никола). Досељен предак Борзан из Полошке области у почетку XIX века, када су му муслимани тамо одузели имање. (Борзан, Ђорђија, Станислав, Стаја 60 година.

## Демографија
| Етнички састав према попису из 1981.‍ | Етнички састав према попису из 1981.‍ | Етнички састав према попису из 1981.‍ | Етнички састав према попису из 1981.‍ | Етнички састав према попису из 1981.‍ |
| ------------------------------------ | ------------------------------------ | ------------------------------------ | ------------------------------------ | ------------------------------------ |
|                                      |                                      |                                      |                                      |                                      |
| Срби                                 | Срби                                 |                                      | 918                                  | 99,67%                               |
| Муслимани                            | Муслимани                            |                                      | 1                                    | 0,11%                                |
| Остали                               | Остали                               |                                      | 2                                    | 0,22%                                |

| Етнички састав према попису из 2011.‍ | Етнички састав према попису из 2011.‍ | Етнички састав према попису из 2011.‍ | Етнички састав према попису из 2011.‍ | Етнички састав према попису из 2011.‍ |
| ------------------------------------ | ------------------------------------ | ------------------------------------ | ------------------------------------ | ------------------------------------ |
|                                      |                                      |                                      |                                      |                                      |
| Срби                                 | Срби                                 |                                      | 449                                  | 99,99%                               |
| Остали                               | Остали                               |                                      | 1                                    | 0,1%                                 |
| Укупно: 450                          |                                      |                                      |                                      |                                      |

| Година       | 1948 | 1953 | 1961  | 1971  | 1981 | 1991 | 2011 |
| ------------ | ---- | ---- | ----- | ----- | ---- | ---- | ---- |
| Становништво | 854  | 931  | 1.065 | 1.288 | 925  | 790  | 450  |

|  |